# Шакпак (Байдібека район)
Шакпа́к (каз. Шақпақ) — село у складі району Байдібека Туркестанської області Казахстану. Адміністративний центр Алгабаського сільського округу.
Населення — 2326 осіб (2021; 2660 у 2009, 2663 у 1999, 3073 у 1989).